# Трио Мандили
Трио Мандили (груз. მანდილი) је грузијска музичка група која се тренутно састоји од Татули Мгеладзе, Тако Циклаури и Маријам Курасбедијани.

## Каријера
Изводе полифоно певање уз пратњу пандурија, традиционалног грузијског гудачког инструмента. Група је постала популарна у Грузији када су објавиле музички спот у којем изводе грузијску народну песму Апарека. Овај видео је прикупио преко седам милиона прегледа. Њихов YouTube канал има преко милион пратилаца. Песма Кахури, која је објављена 2021. године, имала је преко 24 милиона прегледа. 
Трио Мандили је певао песме на другим језицима, као што је хинди песма Goron Ki Na Kalon Ki Duniya Hai Dilwalon Ki (прев. Не светлим људима или тамнопутим људима, свет припада онима са добрим срцем) која је изведена на Дан Републике, као и пољска песма Lipka и руска песма Миллион алых роз.

## Чланице групе
- Татули Мгеладзе – главни и пратећи вокал
- Маријам Курасбедијани – пратећи и повремено главни вокал, пандури (традиционални грузијски гудачки инструмент)
- Тако Циклаури – пратећи и повремено главни вокали

## Дискографија
| Година | Наслов                   |
| ------ | ------------------------ |
| 2015   | With Love, Trio Mandili  |
| 2016   | With Love, Trio Mandili  |
| 2017   | Enguro, Trio Mandili     |
| 2021   | Sakartvelo, Trio Mandili |